# Municipio de Lee (condado de Athens)
El municipio de Lee (en inglés: Lee Township) es un municipio ubicado en el condado de Athens en el estado estadounidense de Ohio. En el año 2010 tenía una población de 2729 habitantes y una densidad poblacional de 41,68 personas por km².

## Geografía
El municipio de Lee se encuentra ubicado en las coordenadas 39°14′24″N 82°13′8″O / 39.24000, -82.21889. Según la Oficina del Censo de los Estados Unidos, el municipio tiene una superficie total de 65.48 km², de la cual 64,49 km² corresponden a tierra firme y (1,51 %) 0,99 km² es agua.

## Demografía
Según el censo de 2010, había 2729 personas residiendo en el municipio de Lee. La densidad de población era de 41,68 hab./km². De los 2729 habitantes, el municipio de Lee estaba compuesto por el 98,42 % blancos, el 0,29 % eran afroamericanos, el 0,18 % eran amerindios, el 0,33 % eran asiáticos, el 0,26 % eran de otras razas y el 0,51 % eran de una mezcla de razas. Del total de la población el 1,25 % eran hispanos o latinos de cualquier raza.